# 171183 Haleakala
171183 Haleakala è un asteroide della fascia principale. Scoperto nel 2005, presenta un'orbita caratterizzata da un semiasse maggiore pari a 2,7741428 UA e da un'eccentricità di 0,1062359, inclinata di 4,03080° rispetto all'eclittica.
L'asteroide è dedicato all'omonimo vulcano dell'arcipelago delle Hawaii.